# Anja Dittmer
Anja Dittmer (Nuevo Brandeburgo, 22 de septiembre de 1975) es una deportista alemana que compitió en triatlón. Es hermana del piragüista Andreas Dittmer.
Ganó una medalla de bronce en el Campeonato Mundial de Triatlón por Relevos Mixtos de 2011 y dos medallas en el Campeonato Europeo de Triatlón, oro en 1999 y plata en 2006.

## Palmarés internacional
| Campeonato Mundial por Relevos Mixtos | Campeonato Mundial por Relevos Mixtos | Campeonato Mundial por Relevos Mixtos | Campeonato Mundial por Relevos Mixtos |
| Año                                   | Lugar                                 | Medalla                               | Prueba                                |
| ------------------------------------- | ------------------------------------- | ------------------------------------- | ------------------------------------- |
| 2011                                  | Lausana (Suiza)                       | Medalla de bronce                     | Relevo mixto                          |
| Campeonato Europeo                    |                                       |                                       |                                       |
| Año                                   | Lugar                                 | Medalla                               | Prueba                                |
| 1999                                  | Funchal (Portugal)                    | Medalla de oro                        | Individual                            |
| 2006                                  | Autun (Francia)                       | Medalla de plata                      | Individual                            |